# Latin (Plaški)
 Latin  falu Horvátországban, Károlyváros megyében. Közigazgatásilag Plaškihoz tartozik.

## Fekvése
Károlyvárostól 47 km-re délnyugatra, Ogulintól 20 km-re délkeletre, községközpontjától 3 km-re északra a Plaški-mezőn a 42-es számú főút mentén fekszik.

## Története
A 17. században betelepülő szerbek által alapított falu. 1857-ben 603, 1910-ben 672 lakosa volt. Trianonig Modrus-Fiume vármegye Ogulini járásához tartozott. A délszláv háború idején 1991 és 1995 között a Krajinai Szerb Köztársasághoz tartozott. A Vihar hadművelet során szerb lakosságának nagy része elmenekült. Helyükre horvátok érkeztek. 2011-ben a falunak 196 lakosa volt.

## Lakosság
| Lakosság változása | Lakosság változása | Lakosság változása | Lakosság változása | Lakosság változása | Lakosság változása | Lakosság változása | Lakosság változása | Lakosság változása | Lakosság változása | Lakosság változása | Lakosság változása | Lakosság változása | Lakosság változása | Lakosság változása | Lakosság változása |
| ------------------ | ------------------ | ------------------ | ------------------ | ------------------ | ------------------ | ------------------ | ------------------ | ------------------ | ------------------ | ------------------ | ------------------ | ------------------ | ------------------ | ------------------ | ------------------ |
| 1857               | 1869               | 1880               | 1890               | 1900               | 1910               | 1921               | 1931               | 1948               | 1953               | 1961               | 1971               | 1981               | 1991               | 2001               | 2011               |
| 603                | 661                | 629                | 649                | 682                | 672                | 660                | 841                | 619                | 681                | 613                | 568                | 446                | 407                | 192                | 196                |